# Friedrich Bartels
Friedrich Bartels, född 11 januari 1877 och död 14 april 1928, var en tysk skriftställare.
Bartels mest uppmärksammade arbeten är det historiska lustspelet Die schiefmäulige Almuth (1903), en levande skildring av nordtyskt folkliv under medeltiden, och tragedin Herzog Widukind (1905).